# Joop Zoetemelk
Joop Zoetemelk (n. 3 decembrie 1946, Rijpwetering⁠(d), Kaag en Braassem, Olanda de Sud, Țările de Jos) este un ciclist olandez, medaliat olimpic. A participat la o ediție a Jocurilor Olimpice (1968) în care a câștigat o medalie de aur.